# Paul de Gerlache
Paul de Gerlache (Diekirch, 16 april 1838 - Aarlen, 14 september 1891) was een Belgisch advocaat, provinciegouverneur en journalist.

## Biografie

### Familie
Baron Paul de Gerlache was een telg uit de conservatief-katholieke plattelandsadelfamilie De Gerlache. Hij was een zoon van baron Francis de Gerlache en barones Guillemine van der Straten Waillet. Hij was een achterneef van Jean Baptiste de Gerlache de Biourge, Etienne de Gerlache en Louis van der Straten Ponthoz.
Hij trouwde in 1873 in Nijvel met Marie de Lalieux (1850-1920), kleindochter van Louis de Le Hoye. Het huwelijk bleef kinderloos. Na de dood van haar man werd ze kloosterzuster. Hij was een schoonbroer van Émile de Lalieux de La Rocq, burgemeester van Nijvel en volksvertegenwoordiger.

### Loopbaan
De Gerlache liep school aan het Collège Saint-Michel in Brussel en studeerde rechten aan de Universiteit Luik. Beroepshalve was hij advocaat.
In 1865 richtte hij samen met onder meer Joseph de Hemptinne het ultramontaanse blad Le Catholique op, waarvan hij directeur-hoofdredacteur werd. Na het einde van Le Catholique in 1869 bleef hij schrijven voor enkele andere ultramontaanse bladen. In 1871 werd hij arrondissementscommissaris van Nijvel, wat hij tot 1878 zou blijven. Van 1884 tot aan zijn dood in 1891 was hijprovinciegouverneur van Luxemburg.